# Etanol celulósico

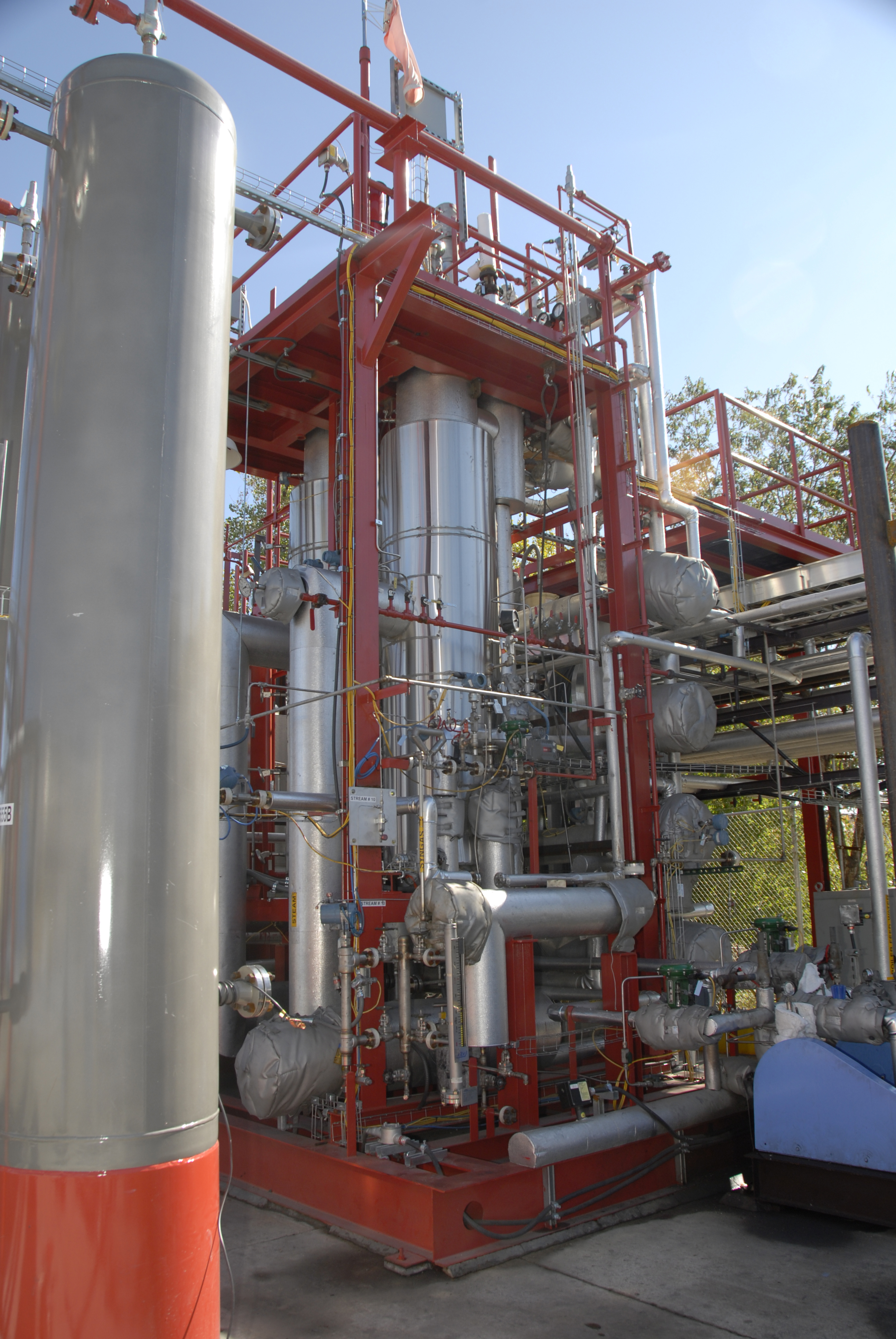
Usina produtora de etanol celulósico (Broomfield, EUA).

Etanol Celulósico (Ceetol), também chamado etanol de lignocelulose, é a denominação dada ao etanol obtido a partir da quebra das cadeias da celulose, hemicelulose e pectina, polímeros que constituem a estrutura fibrosa dos vegetais, através de reações químicas ou bioquímicas.
Uma das principais matérias-primas usada para produção do etanol celulósico é a biomassa composta pelos rejeitos e resíduos das colheitas e do processamento de vegetais, que não é reaproveitada para alimentação humana e animal ou para outras finalidades.
De acordo com Michael Wang, do Argonne National Laboratory, um dos benefícios do etanol celulósico é reduzir as emissões que causam o efeito estufa em até 85% através da gasolina reformulada. Em contrapartida, o etanol de amido (i.e., do milho), que mais frequentemente usa gás natural para fornecer energia para o processo, pode não reduzir essas emissões dependendo de como a matéria-prima é produzida.

## Produção
Os processos comumente mais usados são a hidrólise e a fermentação.

### Hidrólise
Nesta etapa, estudada desde antes da Primeira Guerra Mundial, cujo interesse foi retomado recentemente (ver política, neste artigo), a celulose (e em alguns casos, também a hemicelulose e lignina) é submetida a um processo enzimático ou ácido.
Na hidrólise enzimática, enzimas como a celulase, a celobiase e a beta-glicosidase hidrolizam os polímeros à glicose.
Na hidrólise ácida, a biomassa a ser hidrolisada é tratada por algumas horas com uma solução diluída ácida, (ácido clorídrico ou ácido sulfúrico por exemplo), a uma concentração em torno de 12% em água e a uma temperatura acima de 70 °C.
Cada técnica tem suas vantagens e desvantagens. A hidrólise enzimática gera menor quantidade de resíduos e tem menor impacto ambiental, consumindo também uma menor quantidade de energia. No entanto, os microorganismos necessários para este processo são muito específicos e demandam grandes necessidades metabólicas, encarecendo e dificultando a técnica. O processo ácido oferece maior rendimento e portanto é economicamente mais competitivo.

### Fermentação

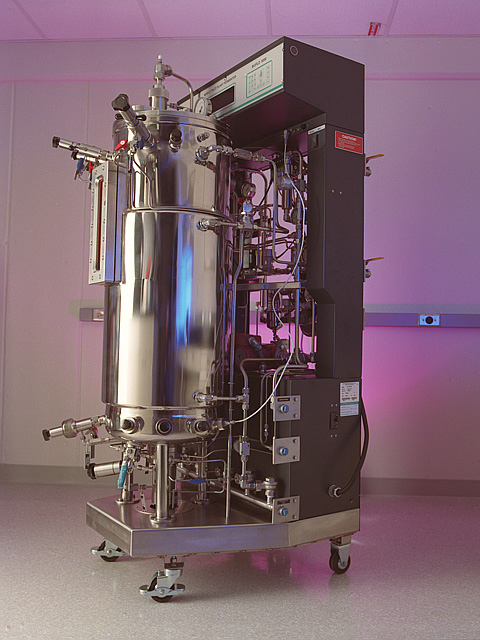
Reator biológico de planta piloto para a produção experimental de etanol celulósico.

O microorganismo Saccharomyces cerevisiae, fermento de pão ou cerveja, tem sido usado desde o Egito antigo para transformar os açúcares naturalmente presentes em cereais e frutas em etanol, com dióxido de carbono como subproduto. Microorganismos semelhantes são usados para transformar a glicose produzida pelos processos de hidrólise acima mencionados em etanol (ver: reator biológico). O rendimento deste processo é limitado pela quantidade de etanol produzida. Se ela ultrapassar 12% em volume no meio, a reprodução do fermento (e portanto a conversão do processo) se reduz drasticamente. Existem cepas de microorganismos que continuam ativos a uma concentração próxima a 25%, porém não são comerciais.
A fermentação da glicose ocorre preferencialmente a outros açúcares, cuja conversão em etanol ocorrerá somente após o processamento de toda a glicose. Este fator reduz a eficiência do uso de biomassas de algumas espécies, como os resíduos da espiga do milho, por exemplo, onde 30% da massa a ser hidrolizada é composta por xilose.

### Outros processos
A produção de etanol pode também ser realizada a partir da queima controlada da biomassa, produzindo gás de síntese (ver: gasogênio) que pode ser transformado em etanol por fermentação de bactérias (como exemplo, do gênero Clostridium) ou por processos químicos catalíticos, semelhantes aos usados para produção de metanol e outros produtos químicos.

## Política
Em 2008, o barril de petróleo chegou a valer 140 dólares e fontes alternativas de energia, como a biomassa, começaram a ser reestudadas como matéria prima para produção de energia. Países com grande tradição no agronegócio, como o Brasil e os EUA, têm dedicado esforços na pesquisa de etanol a partir da biomassa, para substituição ou enriquecimento da gasolina. Investimentos da ordem de 3 bilhões de dólares foram dedicados durante o governo Bush para pesquisa e desenvolvimento de novas fontes de etanol.
O uso de terras agriculturáveis especificamente para cultivo de vegetais destinados à geração de energia para indústrias e veículos tem gerado discussões entre vários grupos sociais devido à possibilidade de diminuição na produção de alimentos e consequente aumento do preço destes. Os casos mais polêmicos são, nos EUA, o aumento das áreas plantadas em milho para produção de etanol e no Brasil, que começou a produzir álcool combustível de celulose em Setembro de 2014, as monoculturas de cana-de-açúcar.
Existe grande potencial para produção de etanol celulósico a partir de rejeitos de processamento de lavouras como cascas de arroz, cavacos de eucalipto e pinus descartados após a produção de papel, palhas do cafeeiro, folhas da árvore de chá e outras culturas. Estes rejeitos normalmente são descartados em aterros ou incinerados, representando um passivo ambiental, e poderão ser transformados em produtos químicos de oportunidade, entre eles, o etanol.